# SN 2006ty
SN 2006ty – supernowa typu Ia odkryta 21 grudnia 2006 roku w galaktyce A011045+0034. Jej maksymalna jasność wynosiła 20,50m.